# 牛浪湖
牛浪湖是一个位于中国湖北省公安县、湖南省澧县的湖泊，面积约为12.6平方千米，平均水深约为4米，蓄水量约为4900万立方米。